# 鄭求山
鄭求山，AMN（罗马拼音：Teh Kew San，1934年—），馬來西亞前羽球運動員，從1950年代末期到1960年代中期贏得了多項國內和國際比賽冠軍。
鄭求山是一位“全能型球員”（球員在所有三個項目中都具有競爭力：單打、雙打和混合雙打），他最大的成功來自與林世合搭檔的男子雙打。他們兩人在三大洲贏得了多項重大國際比賽，其中最著名的是1959年在享有盛名的全英羽球錦標賽獲得冠軍。鄭求山的單打冠軍包括1960年的墨西哥城羽球國際賽和1962年的亞洲羽球錦標賽。他以敏捷和靈巧的擊球而聞名，他是連續四屆馬來亞/馬來西亞湯姆斯盃代表隊的成員（1958年、1961年、1964年、1967年），其中最後一次奪得世界冠軍。